# Сто дней
«Сто дней» — период французской истории между произошедшим 20 марта 1815 года возвращением к власти во Франции Наполеона I и происшедшим 8 июля 1815 года роспуском правительственной комиссии, которая отвечала за исполнительную власть после второго отречения Наполеона I от власти.

## Прибытие на остров

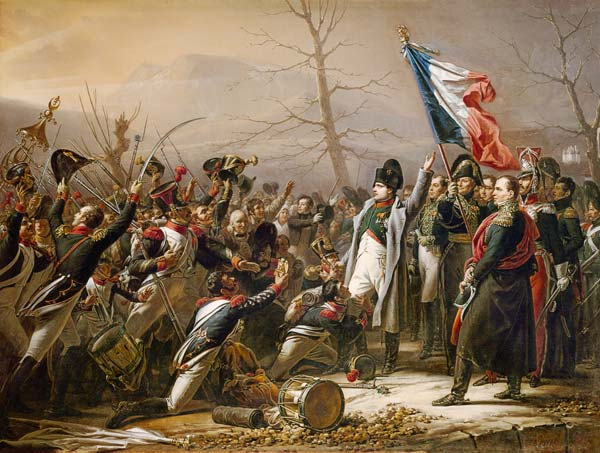
Карл Штейбен. «Возвращение Наполеона с острова Эльба» (1834)

Заключение Парижского мира означало, что Наполеон Бонапарт больше не сможет участвовать в политической жизни Европы. Вопрос изгнания Наполеона обсуждался между графом Нессельроде, представлявшим союзников, и герцогом Коленкуром, представлявшим императора. Наполеону  было предложено выбрать в качестве места пожизненной ссылки один из островов: Корфу, Корсику или Эльбу. Наполеон выбрал остров Эльба, находящийся неподалёку от его родной Корсики. 
3 мая 1814 года на английском корабле под командованием адмирала Ушера Наполеон прибыл на остров, который получил в своё полное распоряжение. 14 мая к нему присоединился Камбронн с частью старой гвардии, пожелавшей отправиться вслед за своим императором. Также на острове были и другие генералы: Бертран, Друо, Бойнод. Жители острова во главе с мэром торжественно вручили императору ключи от города Портоферрайо.

## Наполеон на острове Эльба
В качестве резиденции для бывшего императора был выбран особняк, находившийся в долине Сан-Мартино поблизости от Портоферрайо, однако из-за жаркого климата Наполеон жил там только зимой. 
Наполеон старался получить доход от принадлежащего ему острова. Так, изначально он планировал создать на острове доменные печи, однако быстро отказался от этого плана в силу его финансовой несостоятельности. Был взят под контроль доход от шахт; также казну пополняли налоги с местных граждан. Впоследствии Наполеон колонизировал близлежащий остров Пианоза.
Семнадцатая статья Договора в Фонтенбло позволяла иметь Наполеону не более четырёхсот солдат, однако он игнорировал это ограничение. Его войско имело численность в 1649 человек, а именно:
- 6 рот Старой гвардии, из них 3 роты егерей и 3 роты гренадеров, общей численностью 610 человек;
- Корсиканский батальон (150 человек);
- Батальон Эльбы (649 человек);
- Лёгкая кавалерия в составе 6 эскадронов егерей и 5 эскадронов польских улан, общей численностью 120 человек;
- Артиллерийская батарея (120 человек)[3].

Также в его распоряжении находился небольшой флот, состоящий из восьми кораблей, три из которых были вооружены для охраны побережья от пиратов, два были сугубо торговыми судами и ещё три предназначались для увеселительных прогулок по морю. Вооружёнными кораблями были авизо «La Caroline» водоизмещением 25 тонн и с одним орудием на борту, шлюп «L’Etoile» водоизмещением 83 тонны с шестью орудиями и бриг «L’Inconstant» водоизмещением 300 тонн с 18 орудиями.
Бойнод был назначен генеральным инспектором острова, Бертран — министром внутренних дел, Друо стал губернатором острова, Камбронн начальником гвардии. Однако, как и во времена Империи, последнее слово оставалось всегда за Наполеоном.
Благодаря стараниям и авторитету Наполеона торговля на острове ожила, что также способствовало улучшению финансового положения. 
На острове Наполеона посещали разные люди, многие хотели встретиться с ним, например, Мария Валевская с сыном, однако Мария-Луиза и её сын ни разу не посетили отрёкшегося императора.
На острове Наполеона застало известие о смерти Жозефины.

## Возвращение Наполеона — «Полёт орла»
Наполеон получал известия как из Франции, где зрело недовольство реставрацией монархии Бурбонов, так и из Вены, где проходил Венский конгресс, на котором ведущие державы Европы договаривались о будущем мироустройстве. Внутренняя политика Людовика XVIII во многом определялась вернувшимися эмигрантами и являлась реакционной, несмотря на сравнительно либеральную Хартию 1814 года, которая, тем не менее, отменяла многие достижения революции. Элита, бывшая при власти во времена Империи, теперь чувствовала себя отодвинутой на вторые роли; с другой стороны, французское крестьянство хорошо помнило дореволюционные порядки и боялось потерять свои земли. Во внешней политике уже не было того единства союзников, которое было во времена Шестой коалиции. Англия и Австрия решительно не желали усиления роли России на европейской арене, имелись сильные разногласия по вопросам судьбы Польши и Саксонии. Все эти факторы давали Наполеону основания считать, что Франция готова к его возвращению.

Дорога Наполеона в 1815 году.

В ночь на 25 февраля 1815 года Наполеон самовольно уехал с острова Эльба: на борту брига «Энконстан» в сопровождении ещё шести кораблей он отплыл из Портоферрайо. Со стороны моря остров Эльба патрулировали французские и английские корабли, и один из них — французский «Зефир» под управлением капитана Андриё — обнаружил флотилию, идущую с Эльбы; капитан даже перекинулся несколькими словами с капитаном брига Наполеона, но не обнаружил ничего подозрительного.
В три часа дня 1 марта 1815 года Наполеон и его маленькое войско достигли берегов Франции и высадились в Гольф-Жюан. Прибывшая таможенная стража радостно приветствовала их. Однако попытка войти в ближайший город Антиб закончилась провалом: после того, как 25 солдат Наполеона вошли внутрь, гарнизон закрыл крепостные ворота, и успевшие войти были пленены. В 11 часов вечера отряд Наполеона двинулся дальше.
Канны и Грас признали власть Наполеона как вернувшегося императора без какой-либо попытки сопротивления. Пополнив запасы провианта в Каннах, оставив на берегу четыре орудия и распечатав листовки со своим воззванием в Грасе, Наполеон решил идти на север через провинцию Дофине. Не задерживаясь в таких городах, как Динь и Гап, 7 марта 1815 года он вышел на Гренобль, столицу провинции.
В отличие от многих городов, которые встречались на его пути, ворота Гренобля были закрыты для Наполеона. Прекрасно осознавая значение пропаганды, Наполеон сразу же при высадке выпустил манифест к французам, в котором сравнивал себя с Карлом VII, пришедшим забрать свой престол по праву. Впоследствии были выпущены обращения к жителям Гапа, Гренобля и Лиона. Все это оказывало сильное влияние на народ, который поверил в возвращение императора. К Греноблю были стянуты правительственные войска: полк гусар и два с половиной линейных пехотных полка с артиллерией. Встреча отряда Наполеона и правительственных войск произошла в местечке Лаффре. Командование королевскими войсками, не признававшее легитимность власти Наполеона, не захотело слушать его парламентёров, тогда он сам подъехал к королевским войскам и произнёс свою знаменитую фразу: «Солдаты 5-го полка! Признайте своего императора! Если кто-то хочет меня убить, то вот он я!» (фр. Soldats du 5e! Reconnaissez votre Empereur! S'il en est qui veut me tuer, me voilà!). В ответ прозвучала команда капитана правительственных войск: «Огонь!». Но вместо исполнения приказа его солдаты закричали: «Да здравствует император!». Наполеон взял Гренобль без боя, как и остальные города. Остатки роялистов покинули город.

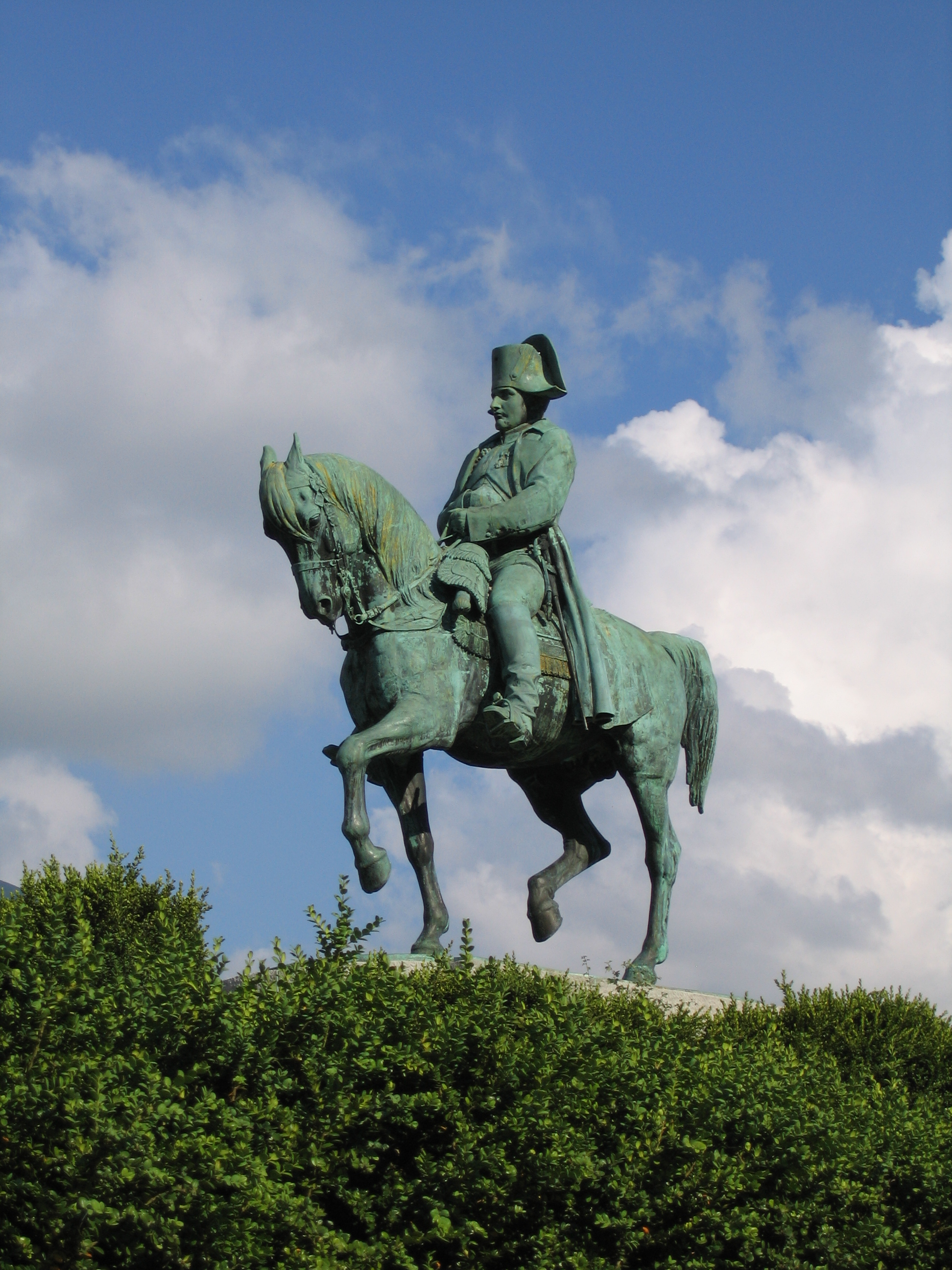
Статуя Наполеона в Лаффре около Гренобля на «лужайке встречи» с 5-м линейным полком

После Гренобля Наполеон двинулся на Лион, уже во главе шести полков и с артиллерией. Дивизии, присланные туда Людовиком для войны с Наполеоном, также без боя перешли на сторону императора, и 11 марта он принимал их парад. В своём декрете от 12 марта Наполеон упразднил палату пэров, дворянство и назначил новых судей. После падения Лиона в распоряжении у Наполеона уже было 15 000 солдат, к нему примкнули солдаты 5-го, 7-го и 11-го линейных полков, 4-го гусарского и 13-го драгунского полков. Эта армия двинулась на Париж. В местечке Лон-ле-Сонье её ожидало войско маршала Нея, которого послали навстречу «корсиканскому чудовищу». Ней был одним из тех, кто после отречения императора в Фонтенбло перешёл на службу к Бурбонам. Он обещал привезти Наполеона в Париж в железной клетке и предотвратить гражданскую войну. В руководстве правительственных войск царила паника.
Ней ожидал подкрепление из Шалона, однако вместо этого пришло известие, что подкрепление также перешло на сторону Наполеона. Войско Нея расположилось на дороге из Лон-ле-Сонье к Бурку. Тем временем Наполеон вышел из Лиона и занял Макон, чьё население с радостью приветствовало его. Среди правительственных войск уже действовали агенты Наполеона, агитируя переходить на его сторону. Эмиссары Наполеона доставили Нею письмо, в котором ему было обещано, что император его примет «так же, как принял на следующий день после битвы под Москвой». Посланники Наполеона убедили Нея, который не был искушён в политике, что не все иностранные державы поддерживают Бурбонов и что англичане специально отвели корабли от Эльбы, дав Наполеону сбежать. Всё это было ложью, но произвело необходимое впечатление  на Нея, и, как результат, он выпустил прокламацию, в которой призывал солдат переходить на сторону императора. В те дни на Вандомской колонне появился рукописный плакат со словами «Наполеон — Людовику XVIII. Король, брат мой! Не присылайте мне больше солдат, у меня их достаточно. Наполеон». 17 марта 1815 года Ней вместе со своими войсками присоединился к Наполеону. 19 марта король с семьёй бежал из Парижа в сторону Бельгии.
20 марта 1815 года, через двадцать дней после высадки на французское побережье, Наполеон Бонапарт без единого выстрела вошёл в Париж и стал снова главой Франции.

## Политика Наполеона во времена Ста дней

### Внутренняя политика
Наполеон стремился опираться на консервативных республиканцев, таких, как Карно и Констан. 23 апреля был издан «Дополнительный акт к конституциям Империи», который предусматривал установление двухпалатного парламента, состоявшего из нижней палаты (избираемые депутаты в количестве 300 человек) и верхней палаты, члены которой назначались императором и которая должна была быть наследственной.
Отныне любой принимаемый закон должен был пройти обсуждение в обеих палатах и получить одобрение императора. 25 мая новая конституция получила одобрение на плебисците при 1 305 206 голосах «за» и 4206 «против». 1 июня открылись заседания вновь избранной палаты.
20 марта 1815 года новое правительство начало свою работу. Фуше был снова назначен министром полиции, Даву — генерал-губернатором Парижа и военным министром, Коленкур — министром иностранных дел, Карно — министром внутренних дел, Маре — секретарём правительства. Несмотря на то, что в целом Франция приняла возвращение императора, в Вандее снова вспыхнуло восстание, куда Наполеон был вынужден отправить около 1000 солдат.

### Внешняя политика
Все европейские страны (кроме Неаполитанского королевства, возглавляемого Мюратом, который 18 марта объявил войну Австрии) ополчились на вновь провозглашённого императора Франции Наполеона. Была создана Седьмая антифранцузская коалиция, в которую вошли Великобритания, Австрия, Россия, Пруссия, Нидерланды, Испания, Швеция и ряд германских государств.
Наполеон понимал, что его стране нужен мир. Он обратился к главам европейских держав с предложением о мире и обещал, что Франция не будет переходить свои границы. Стремясь внести разлад в стан союзников, Наполеон переслал Александру I оставшиеся после Бурбонов документы, свидетельствовавшие о секретном договоре Франции, Англии и Австрии против России и Пруссии. Однако это не помогло. Наполеон решил нанести упреждающий удар в Бельгии. Война началась 15 июня 1815 года, когда Армия Севера (фр. Armée du Nord) начала форсирование реки Самбре.

## Бельгийская кампания

Схема военных действий Бельгийской кампании

Бельгийская кампания продолжалась с 15 июня по 8 июля 1815 года. Французской Армии Севера противостояли две армии Седьмой коалиции: английская и прусская. Во главе английской армии стоял герцог Веллингтон, прусской армией командовал князь Блюхер. Наполеон командовал войсками до битвы при Ватерлоо, после чего передал командование маршалам Сульту и Груши. Их вскоре по распоряжению Временного правительства Франции заменил маршал Даву. 
Наполеону удалось нанести поражение пруссакам Блюхера в битве при Линьи, одновременно Ней заставил отступить Веллингтона в битве при Катр-Бра. Дивизионный генерал Друэ д’Эрлон не успел прийти на помощь ни к Наполеону, ни к Нею, что не позволило им разгромить противников. Наполеон отправил в погоню за Блюхером треть своей армии под командованием Груши, а сам атаковал Веллингтона, занявшего позицию под Ватерлоо. Груши атаковал и разбил арьергард пруссаков в битве при Вавре, но основные силы пруссаков пошли к Ватерлоо. В последующей битве Наполеон выбил Веллингтона со всех позиций, но подоспевший Блюхер нанёс решающий удар, что привело к разгрому Наполеона.

## Другие театры военных действий
Британские и прусские войска пересекли французскую границу 21 июня и овладели крепостями Камбре и Перонн. Принявший командование французской армией маршал Даву отвёл её к Парижу. 3 июля он заключил соглашение об отводе французской армии за Луару в обмен на гарантии безопасности для наполеоновских офицеров, и Париж был оккупирован.
Но и после этого французские гарнизоны некоторых крепостей продолжали сопротивление. Почти месяц сопротивлялась прусским войскам крепость Ландреси. Два месяца выдерживала австрийскую осаду крепость Гюнинген. Столько же сопротивлялся Лонгви. Месяц сопротивлялся Мец. Фальсбур сдался прусским войскам только 11 (23) июля. Полтора месяца сопротивлялась крепость Валансьен. Гренобль недолго, но яростно отражал атаки армии Сардинского королевства.
В Савойе и Пьемонте против австрийцев генерала Фримона действовали французские войска маршала Сюше. В ночь с 14 на 15 июня без объявления войны его армия вторглась в пьемонтскую часть Савойи, принадлежавшую Сардинскому королевству. Когда 23 июня Сюше узнал о поражении при Ватерлоо и отречении Наполеона, то австрийцы отклонили предложения Сюше о перемирии, и перед напором превосходящих сил неприятеля он вынужден был отступить из Савойи, а 12 июля он заключил с австрийцами договор в Лионе и отступил за Луару.
Российская армия под командованием Барклая-де-Толли была двинута на помощь союзникам, но ее основные силы не успели принять участие в военной кампании. Однако авангард этой армии под генерала Карла де Ламберта участвовал вместе с баварцами в боях, осаждая ряд крепостей, а отряд генерал-адъютанта Александра Чернышёва взял город Шалон-сюр-Марн, при этом был взят в плен генерал Андре Риго и до 500 рядовых, а также захвачено шесть орудий (единственные русские трофеи в этой кампании). Кроме того, русским войскам в тылу пришлось бороться в лесах Вогезских гор с французскими партизанами.

## Парижский Мир
Хотя французская армия и одержала ряд тактических побед после битвы при Ватерлоо, это не меняло стратегического положения Франции. Наполеон прекрасно понимал это, так же как и то, что страна была уже истощена и не могла больше воевать. 21 июня 1815 года он созвал министров, которые предлагали ему разные варианты развития событий — от объявления диктатуры до роспуска национального собрания. Палата, узнав об этом, под руководством Лафайета объявила себя «нераспускаемой»:

«Палата представителей заявляет, что независимость страны под угрозой. Палата представителей объявляет себя нераспускаемой. Любую попытку распустить её считать государственной изменой. Кто бы ни предпринимал такую попытку, он будет объявлен предателем родины и осуждён как таковой. Армия и Национальная гвардия, которые вели и продолжают вести бой, защищая свободу, независимость и территорию Франции, заслуживают благодарность отчизны. Военному министру, министрам внешних связей, полиции и внутренних дел срочно прибыть на заседание Ассамблеи».

 Однако Наполеона поддерживали рабочие предместья Парижа, они требовали продолжения борьбы против захватчиков. Впоследствии Наполеон говорил, что «…ему бы хватило одного слова, чтобы толпа перерезала бы всю палату». Ничего этого не было сделано. Наполеон всегда опирался на крупную буржуазию, он никогда не был трибуном рабочих. Именно крупная буржуазия отказала ему в поддержке, паника на бирже была этому явным доказательством. В 9 часов вечера 22 июня 1815 года Наполеон отрёкся от престола в пользу своего сына, а затем уехал в Мальмезон, но ещё вплоть до 25 июня многие не хотели мириться с отречением. Все прекрасно понимали, что состоится новое пришествие Бурбонов, которых многие ненавидели. Наполеон был единственным, кто мог противостоять этому, но он уже не поменял своего решения. 28 июня он выехал из Мальмезона в Рошфор с намерением уехать в Америку. На протяжении всего пути и в самом городе его восторженно встречали. 8 июля он вышел на двух фрегатах в море, но дальше острова Экс пройти не смог — английская эскадра блокировала Францию с моря. Французские моряки предложили вступить в самоубийственный бой с англичанами, чтобы император смог уйти в море под шум боя на другом корабле («Заале»), но Наполеон уже решил свою судьбу. 15 июля 1815 года он сдался англичанам на корабле «Беллерофон», и они выслали его на остров св. Елены.

## Возвращение Людовика XVIII
Само выражение «Сто дней» получило распространение после приветственного обращения, с которым префект департамента Сены граф де Шаброль обратился 8 июля к вернувшемуся из Гента Людовику XVIII: «Сто дней миновало, как Ваше величество было вынуждено покинуть свою столицу посреди слёз и стенаний Ваших подданных».